# What Did Jack Do?
What Did Jack Do? es un cortometraje en blanco y negro de 17 minutos dirigido por David Lynch, estrenado el 8 de noviembre de 2017 en la Fondation Cartier pour l'Art Contemporain de París. Posteriormente se agregó al catálogo de Netflix, viendo su estreno el 20 de enero de 2020. En el corto, un detective (interpretado por el propio Lynch) interroga a un mono capuchino por el asesinato de un ave. Su sinopsis reza: "En una estación de tren cerrada, un detective de homicidios lleva a cabo una entrevista con un mono atormentado".

## Reparto
- Jack Cruz como el mono.[5]
- David Lynch como el detective.
- Emily Stofle como la mesera.

## Producción

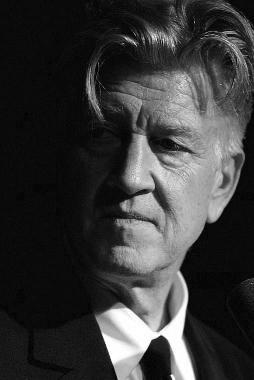
David Lynch dirigió y protagonizó el cortometraje acompañado de un mono capuchino.

Lynch mencionó el proyecto por primera vez en diciembre de 2014, en una entrevista sobre su próxima obra filmada durante su exposición Naming en el Instituto de Arte Moderno de Middlesbrough: "En este momento estoy escribiendo principalmente Twin Peaks, estoy pintando un cuadro y construyendo una silla. Me encanta construir cosas y esto es para una película de monos. Estoy trabajando con un mono llamado Jack en algo que saldrá algún día. No es un chimpancé, el mono vino de Sudamérica".
La película se rodó finalmente en 2016, y se estrenó el 8 de noviembre de 2017 en la Fondation Cartier pour l'Art Contemporain de París, como parte del lanzamiento del libro de Lynch Nudes, publicado por la fundación. El director habló del estreno durante una entrevista con la revista Cahiers du cinéma el 30 de octubre de 2017: "Estaré en París para el lanzamiento de este libro. Firmaré ejemplares en la feria de la fotografía de París y luego mostraré mi película de monos en la Fundación Cartier... es una extraña película de 17 minutos". El 20 de mayo de 2018, el corto se estrenó en los Estados Unidos durante el Festival de la Disrupción de Lynch en Nueva York. El 20 de enero de 2020, fecha en que Lynch cumplió 74 años, el cortometraje fue agregado al catálogo de Netflix.

## Recepción
John Squires de Bloody Disgusting se refirió a What Did Jack Do? como una "extraña gema". Escribiendo para IndieWire, Tambay Obensen se refirió a la película como "extraña e inquietante" y al mismo tiempo la calificó de "muy divertida", aunque no asegura que esta haya sido la intención del director. Dom Robinson de DVDfever afirmó: "después de verla, quedé con la sensación de haberme tragado cien pastillas de LSD".